# Chapelle Notre-Dame de La Peinière
Pour les articles homonymes, voir Chapelle Notre-Dame.
La Chapelle Notre-Dame de La Peinière est un lieu de culte marial situé à Saint Didier, lieu-dit La Peinière, dans le département d’Ille-et-Vilaine et la région Bretagne.

## Localisation
Le hameau de la Painière, ou Poinière (le nom du hameau est ainsi orthographié sur la carte de Cassini, ou encore sur la carte d'État-Major (1820-1866) ; il est orthographié "Painière" sur le plan cadastral de 1830) est devenu le principal centre de pèlerinage du diocèse de Rennes. C'est le clergé catholique qui a modifié le nom du hameau, le transformant en "Peinière", en profitant de la ressemblance de nom, pour faire de la Vierge ici honorée "Notre-Dame de la Peine", consolatrice des affligés.

## Historique
Édifiée au XIXe siècle, la chapelle actuelle, construite entre 1895 et 1900, surmontée d'une statue dorée de la Vierge, remplace un oratoire construit vers la fin du XVIe siècle et une première chapelle construite en 1839-1840. 
La tradition veut que ce sanctuaire ait été érigé à la suite de la découverte d'une statuette de la Vierge Marie dans un champ par un laboureur, au lieu-dit la Peinière, au nord-est de Saint-Didier, non loin de la Vilaine. Ce paysan ramena la statuette chez lui, mais elle disparut et fut retrouvée à l'endroit même de son invention. L'histoire se répéta par trois fois et la population décida alors d'ériger un oratoire au dit lieu pour honorer la Vierge Marie. 
Aujourd'hui, Notre-Dame de la Peinière, patronne de l'archidiocèse de Rennes, Dol et Saint-Malo, est toujours l'objet de dévotions et de piété. Le plus grand pèlerinage se déroule début septembre, à l'occasion de la fête de la Nativité de la Vierge.

## Prière
Prière approuvée par Mgr François Saint-Macary, Archevêque de Rennes, Dol et Saint-Malo, le 2 février 1999.

« Marie, Dame de la Peinière, nous voici devant toi comme des mendiants.
Marie, Dame de la Peinière,Dame des jours d'allégresse et des nuits obscures,confidente de nos vies :accueille-nous avec tendresse et compassion.
Marie, Dame de la Peinière,Dame des affligés et des handicapés, Tu ne te laisses rebuter par aucune infirmité : rejoins-nous sur nos sentiers de douleurs.
Marie, Dame de la Peinière, Dame de consolation et d'espérance, constante dans l'épreuve : apprends-nous à accueillir nos pauvretés.
Marie, Dame de la Peinière, Dame du temps qui passe : au moment de notre dernier passage, du dernier soupir et du dernier regard, souviens-toi de nos pèlerinages en ton sanctuaire, et conduis-nous dans l'éblouissement de la Lumière éternelle !
Amen. »

## Galerie

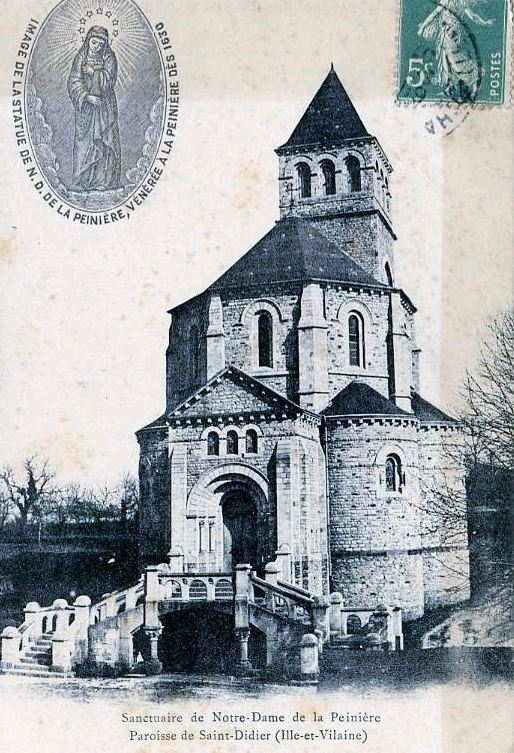
Chapelle Notre-Dame de La Peinière vers 1920
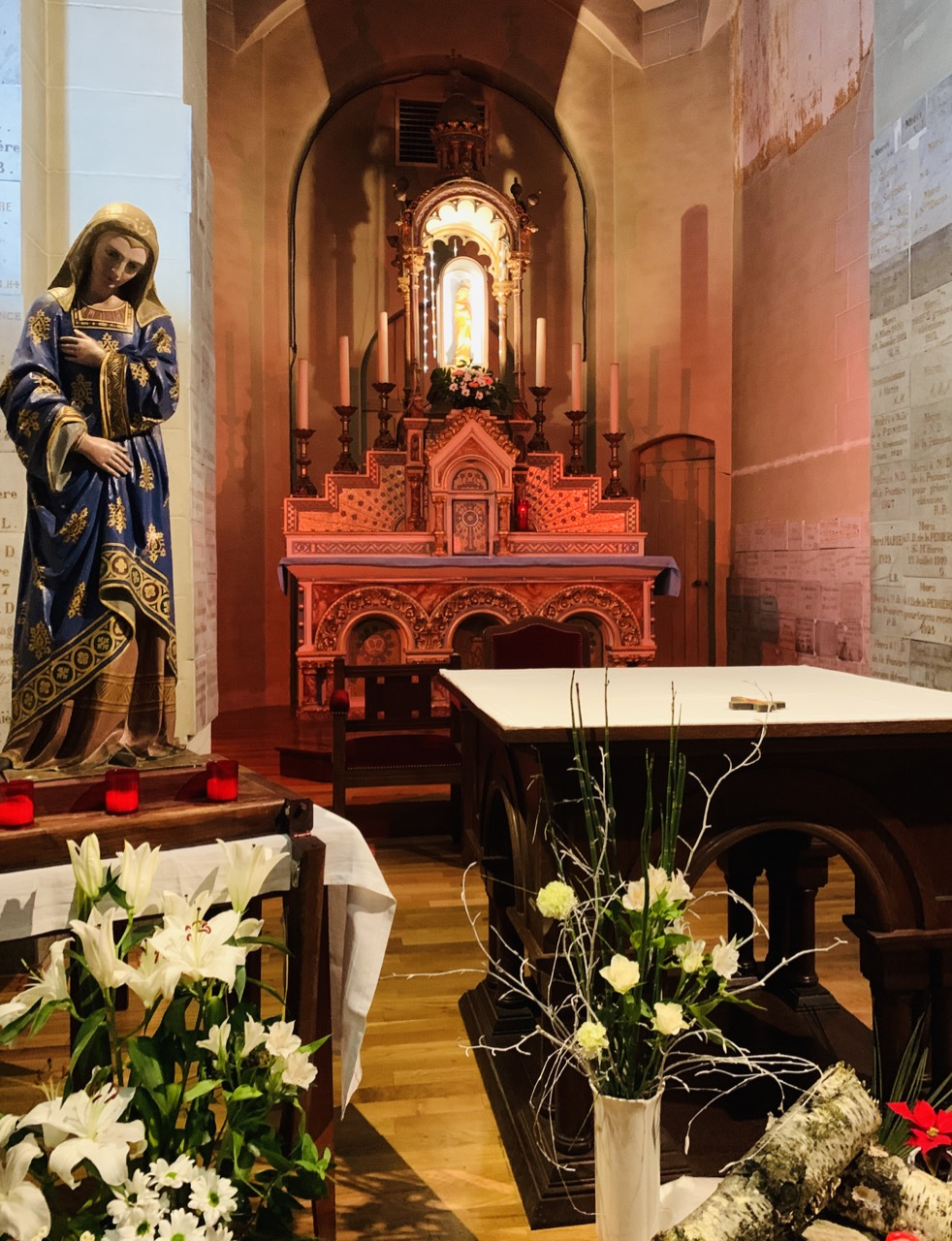
Statue de Notre-Dame de La Peinière
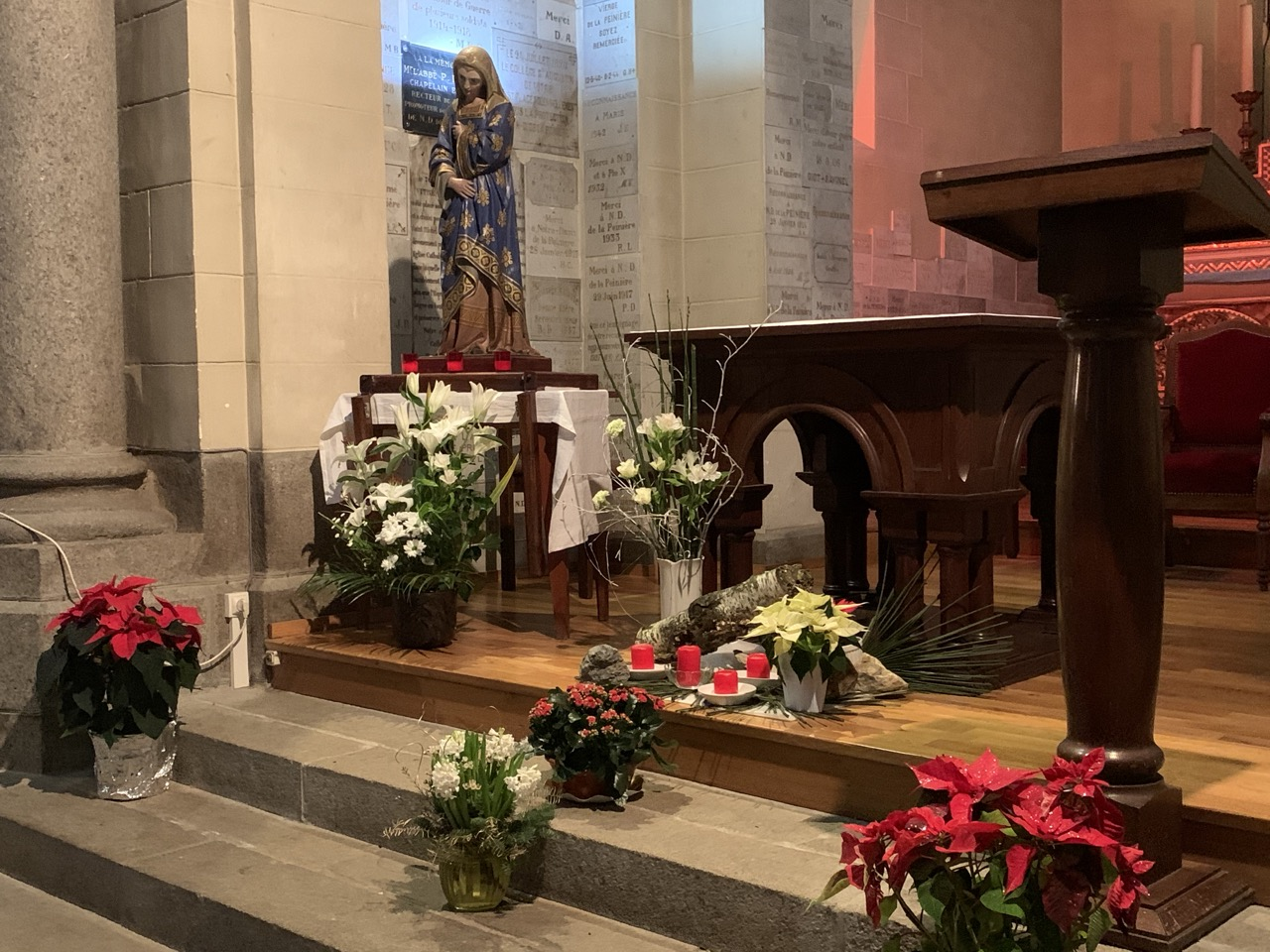
Chœur
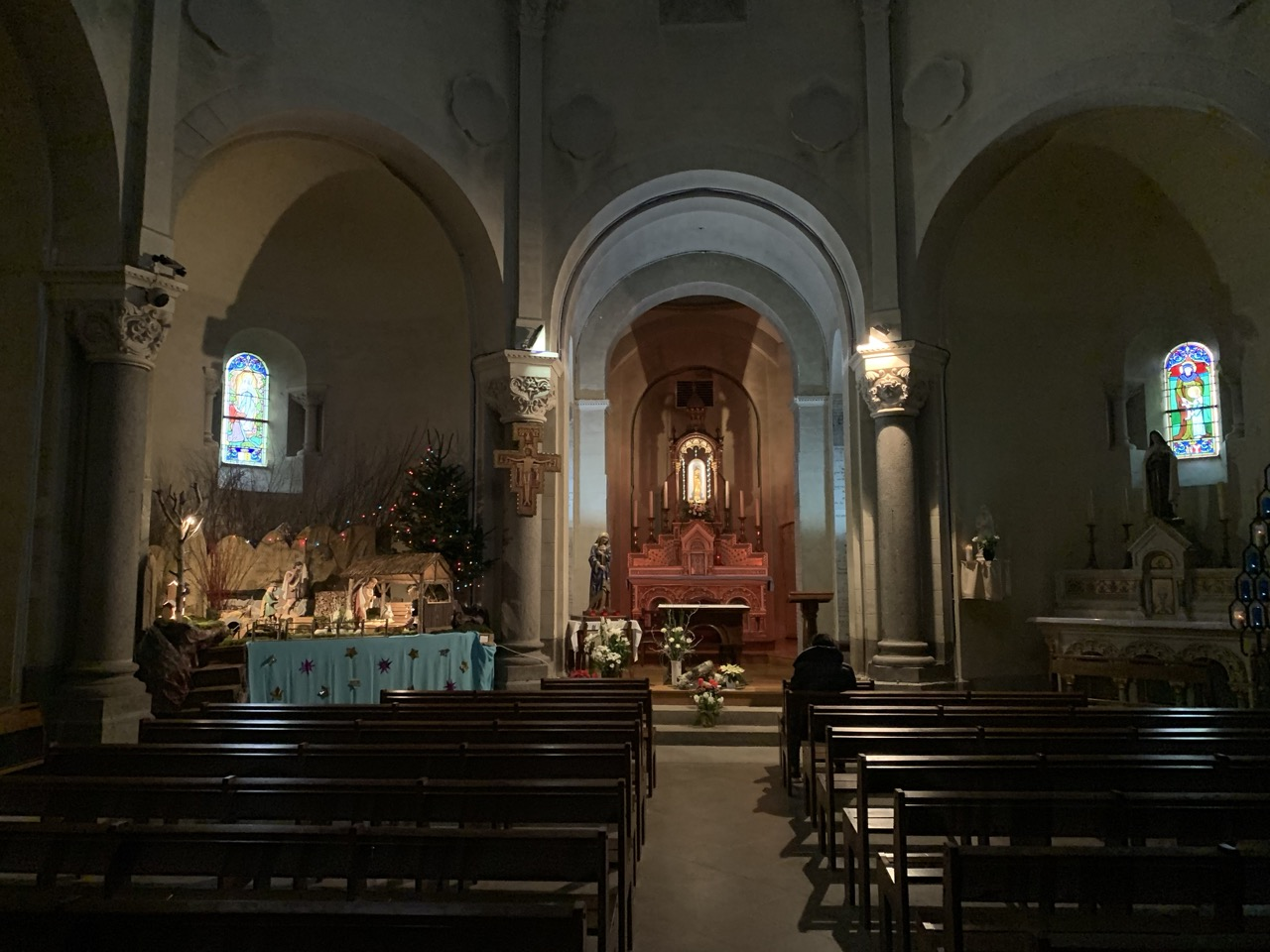
Intérieur de la chapelle

## Vitraux
Les vitraux qui ornent les baies de l'abside et des absidioles sont du peintre verrier Félix Gaudin.

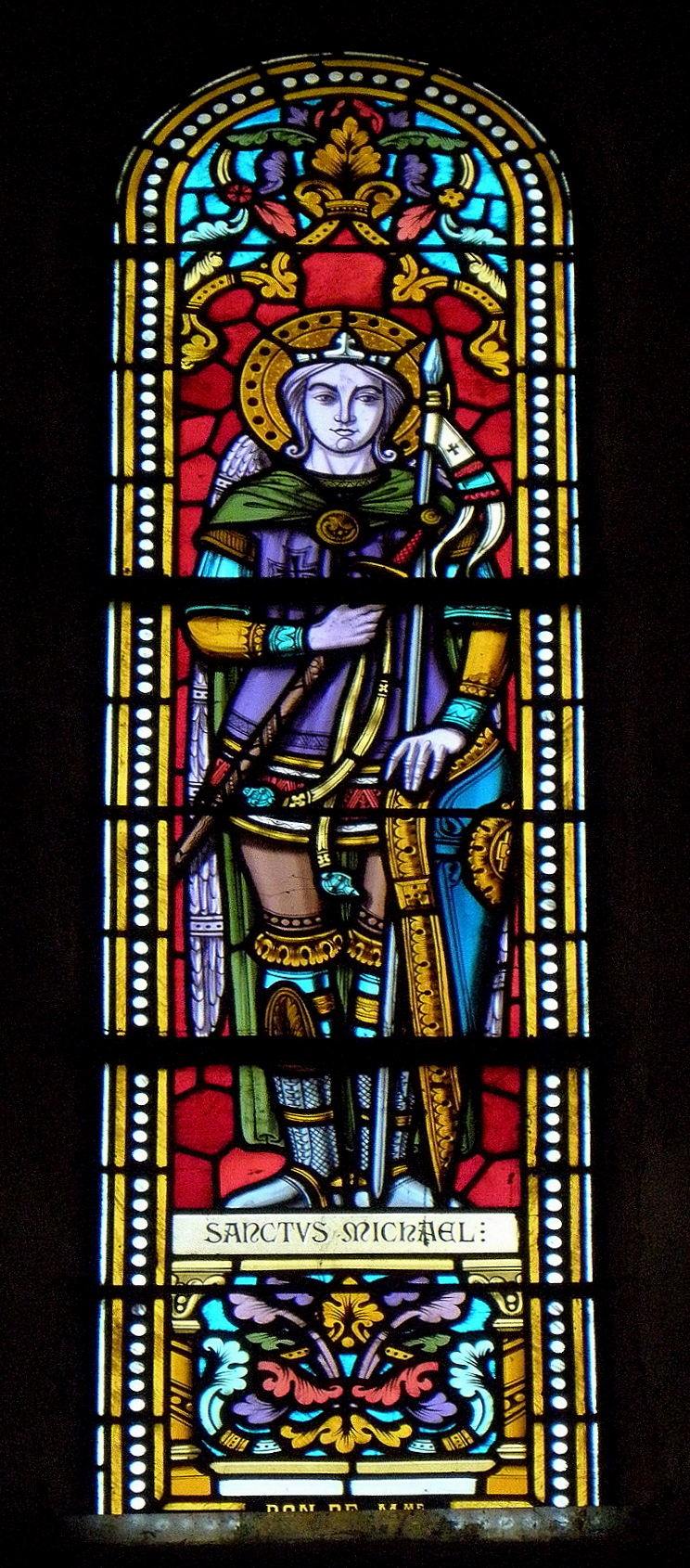
Saint Michel
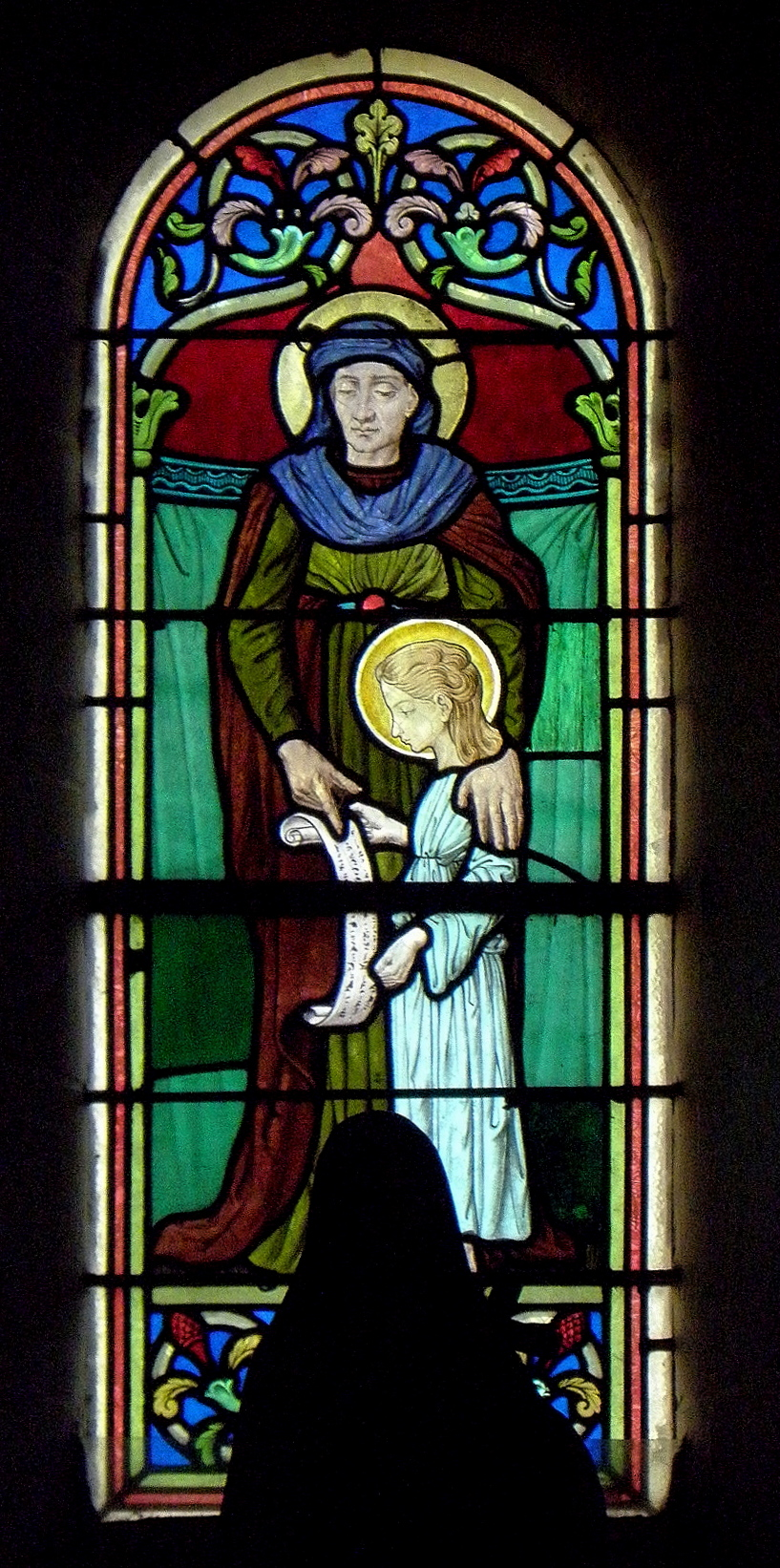
éducation de Marie par Sainte Anne
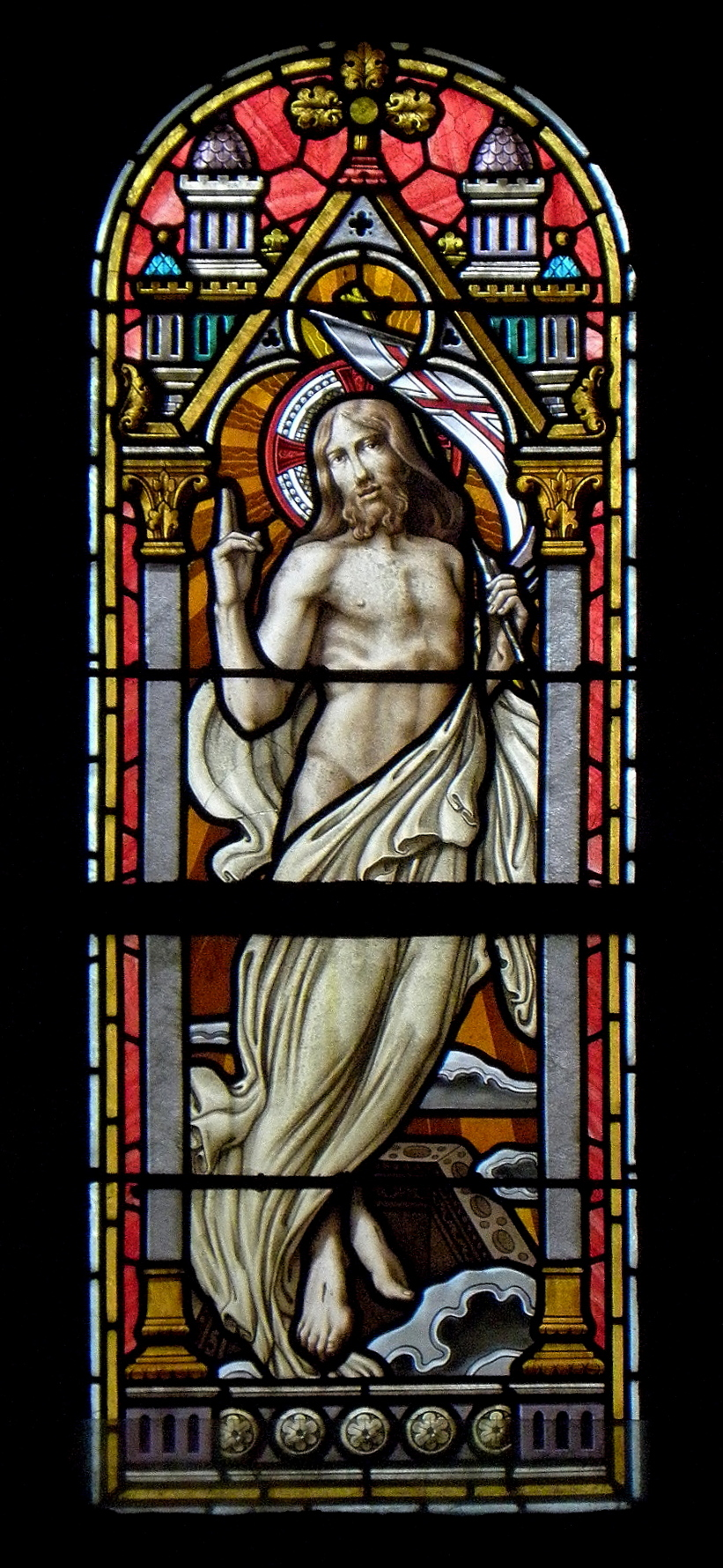
Christ de la résurrection
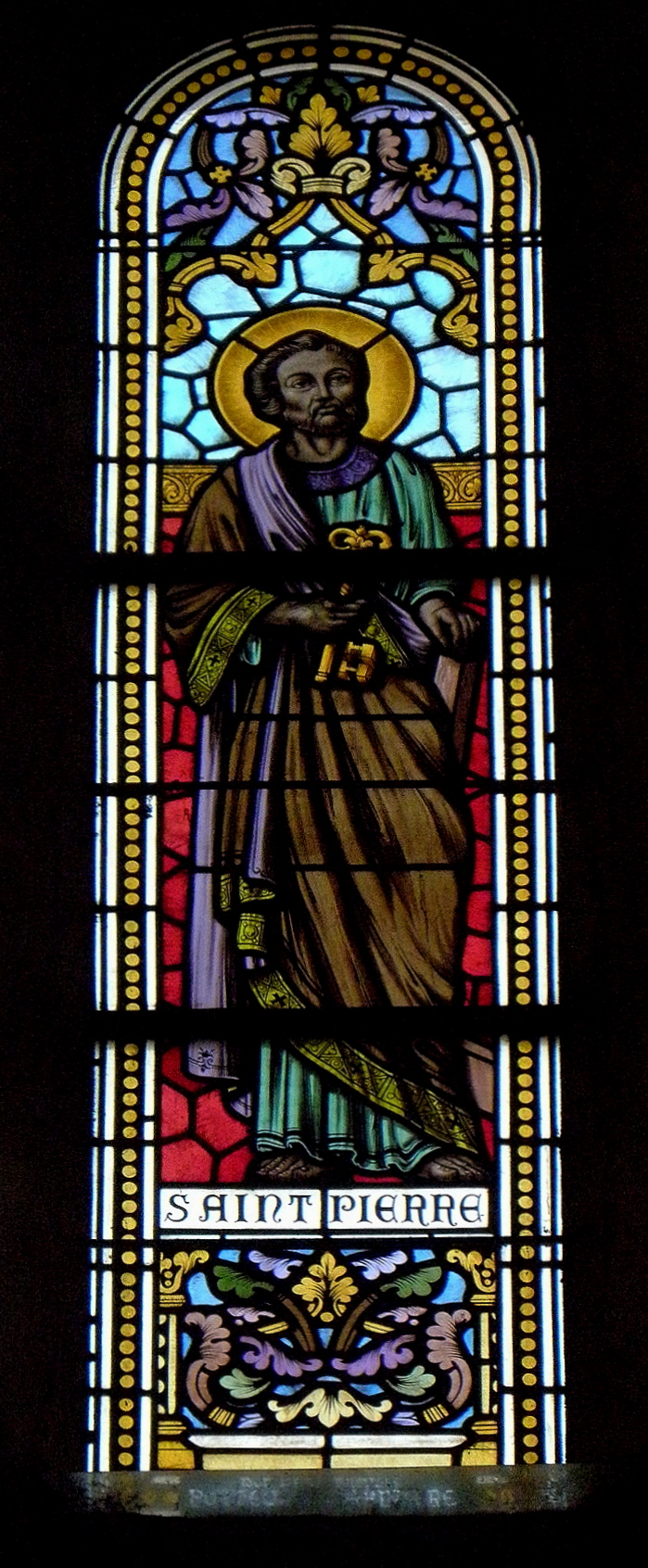
Saint Pierre